# Studentnation

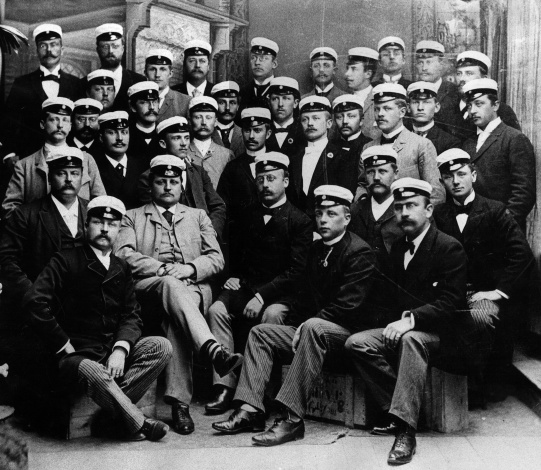
Männliche Angehörige der Norrlands Nation an der Universität Uppsala 1892

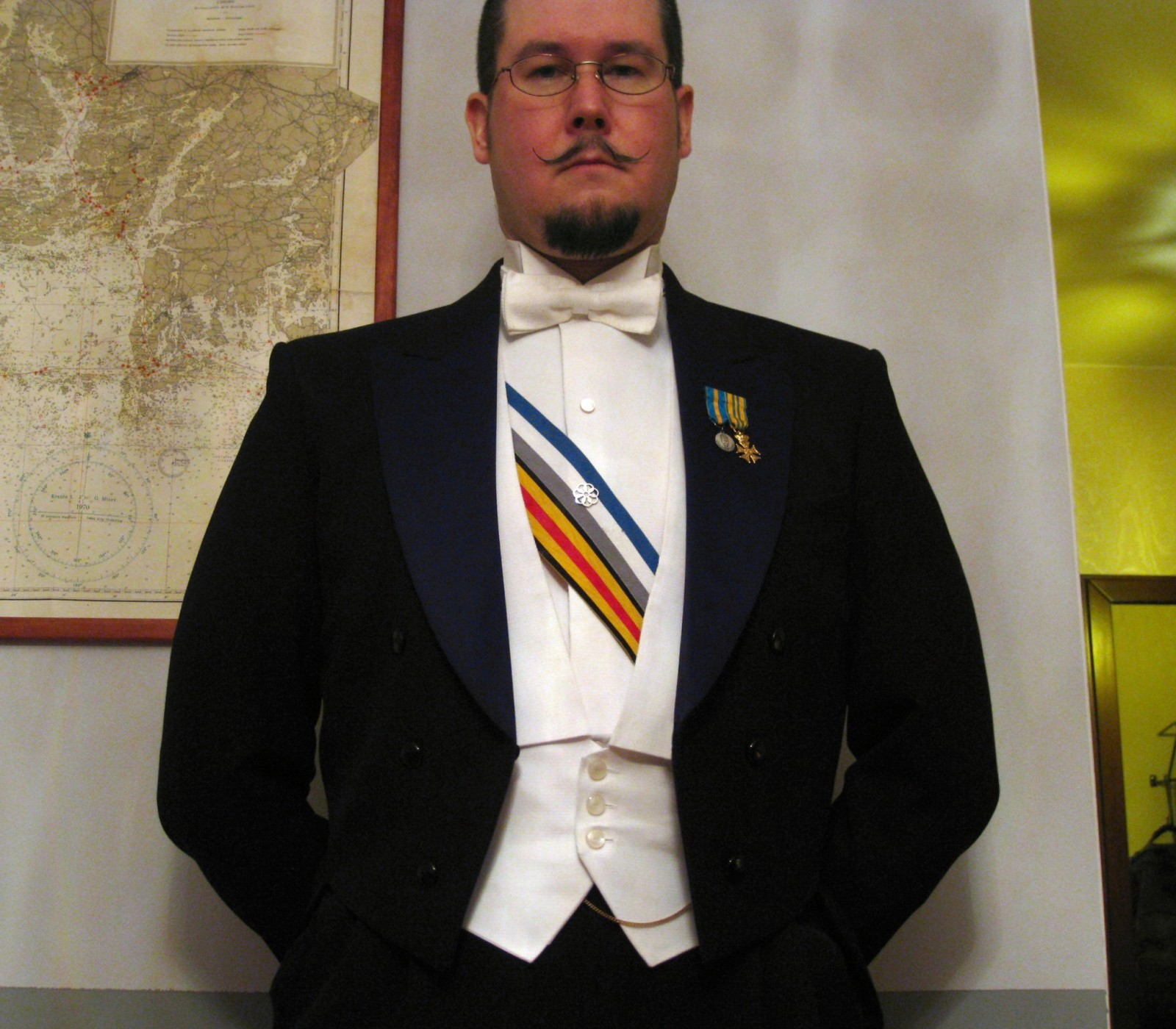
Couleur wird nur zu formellen Anlässen in Form des Frackbands getragen.

Studentennation (schwedisch studentnation oder kurz nation, finnisch osakunta) bezeichnet eine Studentenverbindung an einer Universität oder Hochschule in Schweden oder Finnland. Sie sind nur historisch mit den heute in Deutschland bekannten Studentenverbindungen vergleichbar, und der Name hat nicht dieselbe Bedeutung wie das deutsche Wort Nation.

## Bedeutung
Ursprünglich waren sie ein Zusammenschluss von Studenten aus demselben geographischen Hintergrund und wurden nach ebendiesen Hintergründen benannt (Smålands Nation, Östgöta Nation usw.). In den meisten Fällen sind die Nationen unpolitisch, bieten den Studierenden aber ein breites Spektrum an Freizeitmöglichkeiten an. So führen sie Restaurants, Bars und Pubs, in welchen die Studierenden auch aktiv mitarbeiten. Zu den meisten Nationen gehört auch ein Chor, Sportclubs und eine Theatergruppe. Außerdem richten die Nationen traditionelle Abendessen mit anschließender Feier, genannt Gask, aus.

## Entstehung
Die ersten Nationen im damaligen Schwedischen Reich (zu dem u. a. Finnland und Estland gehörten) bildeten sich im 17. Jahrhundert. Vorbild waren die Nationes der europäischen Universitäten, in denen sich Studenten mit gleicher Herkunft zu Gemeinschaften zusammenschlossen.

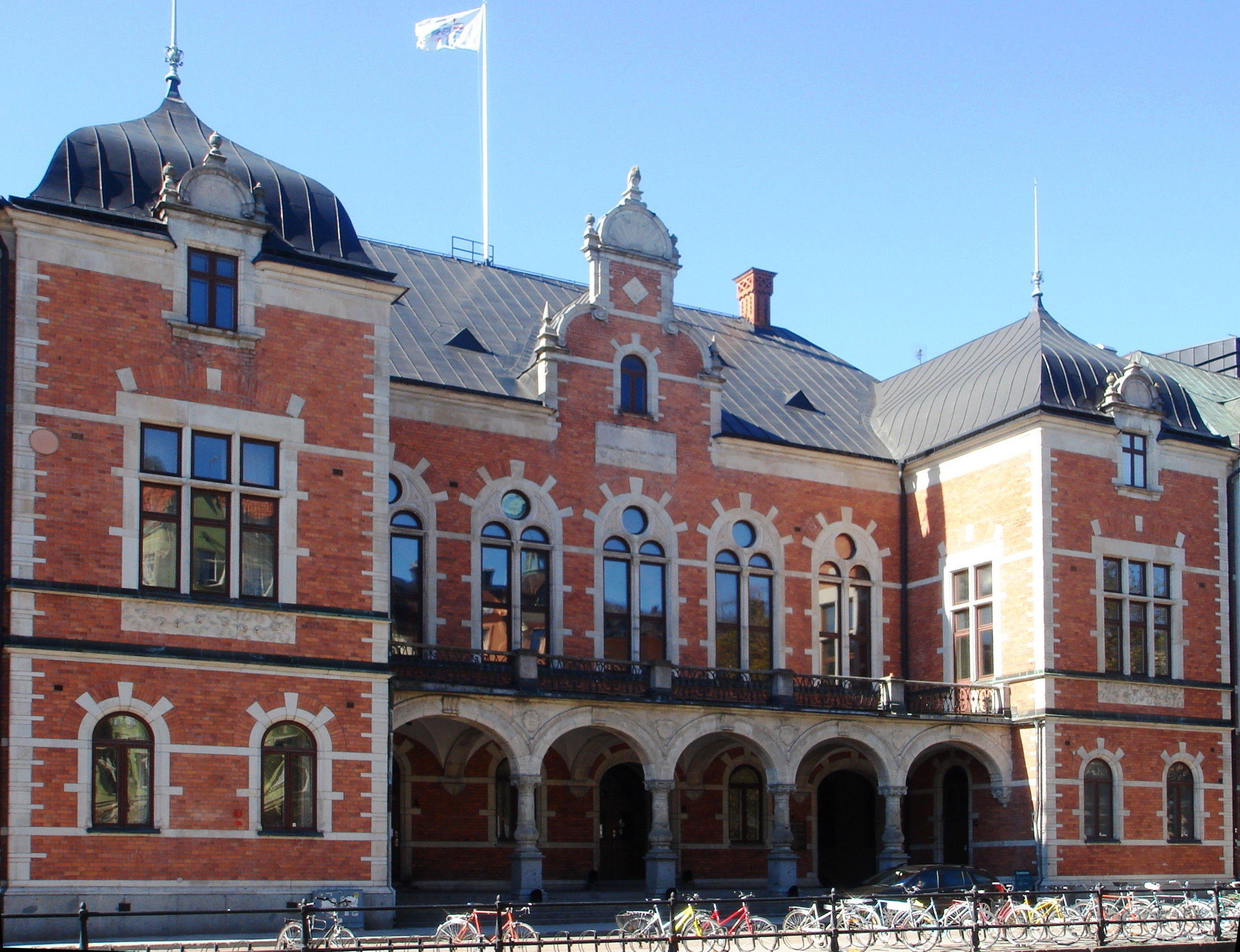
Norrlands Nation in Uppsala
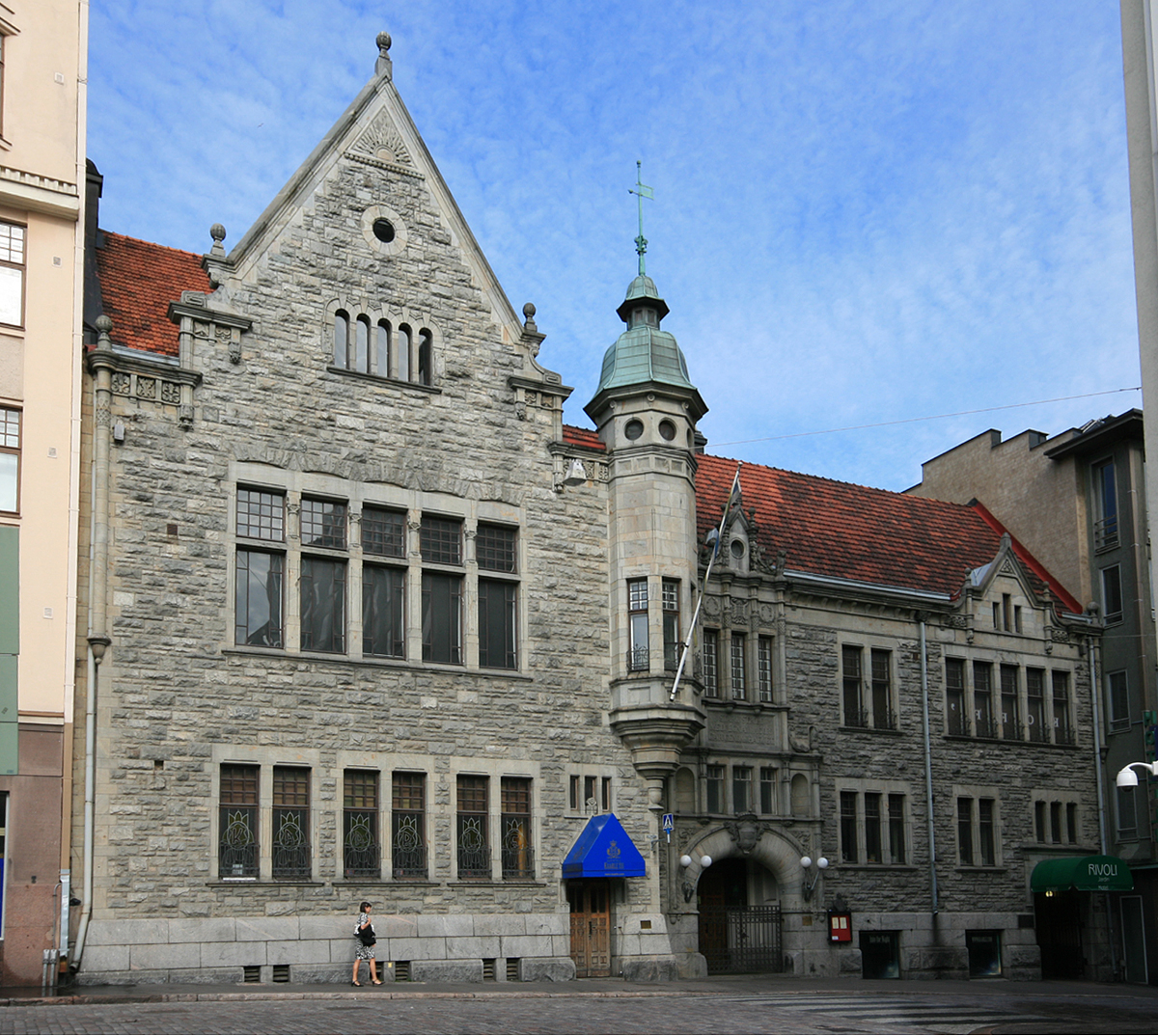
Nylands Nation in Helsingfors
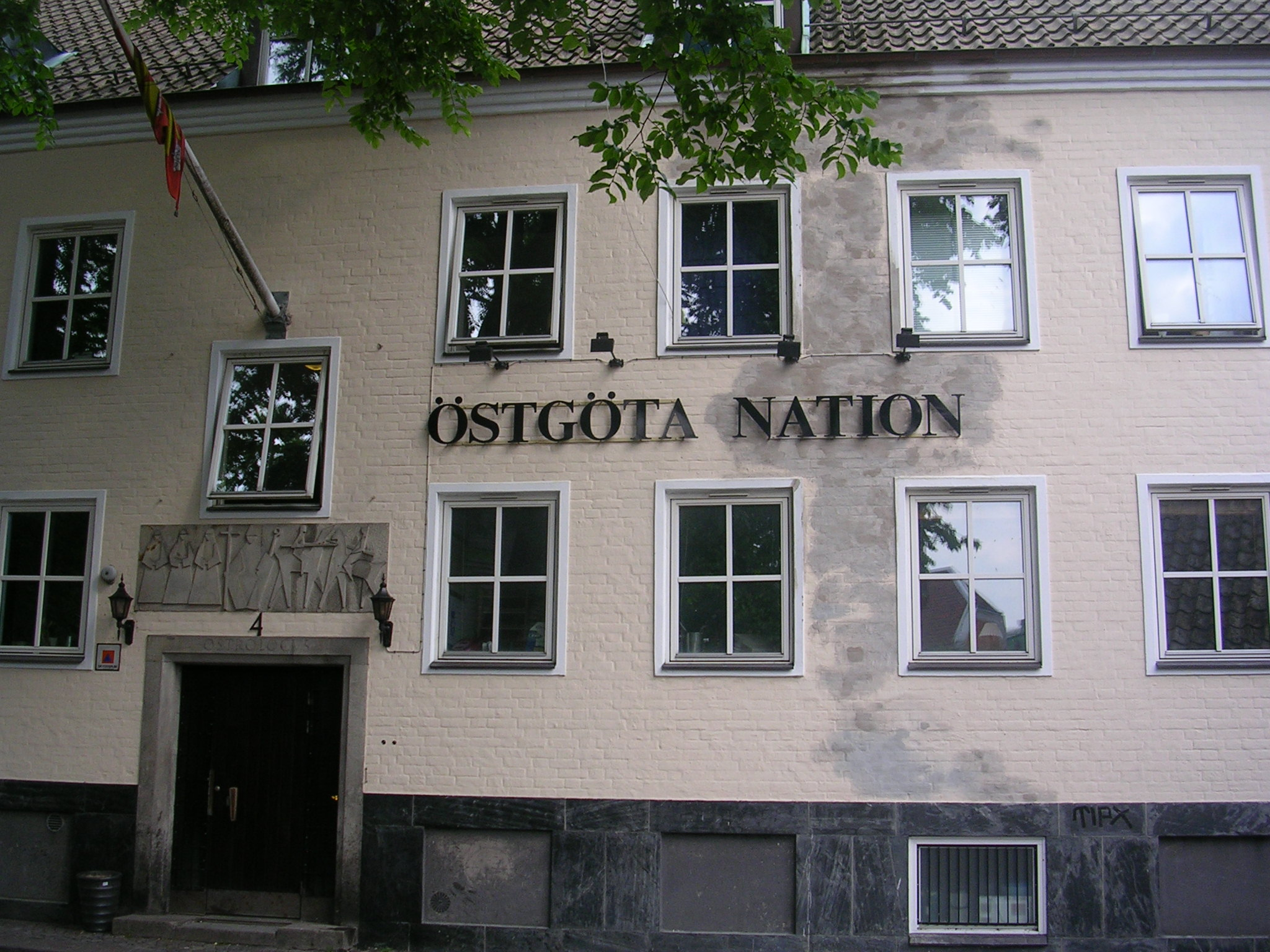
Östgöta Nation in Lund